# Patrick Kessel
 (janvier 2016).
Si vous disposez d'ouvrages ou d'articles de référence ou si vous connaissez des sites web de qualité traitant du thème abordé ici, merci de compléter l'article en donnant les références utiles à sa vérifiabilité et en les liant à la section « Notes et références ».
Patrick Kessel, né le 30 décembre 1950 est un journaliste et essayiste, connu pour être un fervent défenseur de la laïcité. Franc-maçon, il est grand-maître du Grand Orient de France en 1994 et 1995.

## Biographie
Patrick Kessel est le fils d'Odette et Sim Kessel (1919-1996), résistant, déporté, survivant d’Auschwitz, commandeur de la Légion d’honneur, médaille militaire, croix de guerre avec palmes, médaille des évadés, auteur de Pendu à Auschwitz (Éd. Solar 1970 - Prix littéraire de la Résistance 1970).

## Activités professionnelles
À la fin de ses études couronnées par un DES de Sciences économiques et une Maîtrise de Sociologie, Patrick Kessel rejoint l'Agence France Presse en tant que journaliste économique. Il tient plusieurs rubriques économiques dont l’agriculture et le marché commun agricole. Au sein de l'Agence, il devient journaliste politique et responsable du service parlementaire.
En 1985, il quitte l'AFP, appelé aux fonctions de rédacteur en chef adjoint, chef du service politique du Matin de Paris, poste qu'il occupera jusqu'en 1988.
Cette année-là, son activité prend un tour plus politique. En effet, il devient conseiller technique au cabinet de Jean Poperen, ministre chargé des relations avec le Parlement, puis, en 1989, conseiller technique, responsable de la communication au cabinet d'André Laignel, secrétaire d'État chargé de la formation professionnelle, tous deux au sein du Gouvernement Rocard.
À la suite de ce passage dans les cabinets ministériels, Patrick Kessel prend en 1990, la direction du Centre pour le Développement de l'Information sur la Formation Permanente (Centre Inffo), qu'il conserve jusqu'en 2011, date de son départ à la retraite.

## Activités syndicales et associatives
Parallèlement à sa vie professionnelle, Patrick Kessel est, dès les années 1970, impliqué dans la vie associative, dans le domaine du journalisme, comme dans celui de la citoyenneté et de la laïcité.
Il assume des responsabilités nationales et internationales dans le mouvement syndical journaliste et devient vice-président de l’Union Nationale des Syndicats de Journalistes et membre de la direction de l'Union Internationale des Syndicats de Journalistes.
Hors du monde du journalisme, il fonde le Club des Egaux, « think  tank » rassemblant des personnalités de gauche engagées dans la promotion d’une République laïque et sociale, dont il est le Président.
Il entre au Grand Orient de France en 1969 et devient grand maître de cette obédience en 1994 et 1995.
Il est nommé membre de la Commission nationale consultative des droits de l'homme en avril 1996.
En 2011, il est nommé membre de la Mission laïcité du Haut Conseil à l’Intégration (HCI).
En 2013, il est nommé membre de l’Observatoire de la Laïcité. En décembre 2015, au nom du Comité Laïcité République, trois membres de l’Observatoire de la laïcité à savoir Jean Glavany, député des Hautes Pyrénées, Françoise Laborde, sénatrice de Haute Garonne et Patrick Kessel publient un communiqué commun critiquant le positionnement de l’Observatoire de la laïcité, ce dernier considérant qu'il n'existe « pas de problème de laïcité dans l’enseignement supérieur », il est depuis, en retrait de cette instance[réf. nécessaire]. Il remet régulièrement en cause sa ligne.
Il est à l'initiative du Comité Laïcité République. Il en prend la présidence en 2009, succédant à Henri Caillavet[réf. nécessaire]. il est à l'initiative de la création des prix annuels de la laïcité, national et international, décernés à des personnes  engagées dans la promotion des valeurs républicaines et remis à la mairie de Paris. Il quitte la présidence en 2012. Philippe Foussier lui succède.
Il est de nouveau élu président du CLR en 2015. Il quitte la présidence du CLR lors de l’AG du 11 décembre 2017 et retrouve le titre de président d’honneur, qui lui avait été décerné à la fin de son premier mandat. Jean-Pierre Sakoun, précédemment président exécutif, lui succède à la présidence de l’association.
Il est président de l’association des Amis d’Henri Caillavet.
Patrick Kessel est membre du comité d'honneur de l'Association pour le droit de mourir dans la dignité (ADMD).

## Publications
- Marianne, je t’aime, éditions Bruno Leprince, 1996
- Ils ont volé la laïcité !, éditions Gawsewitch-Balland, 2012

Auteur de nombreux articles et tribunes dans divers quotidiens nationaux et revues, contributions à des ouvrages collectifs, nombreuses conférences à Paris et en Province sur les thématiques républicaines.
Derniers articles :  
- En finir avec le procès en islamophobie[7].
- Les mêmes droits, les mêmes  devoirs[8]

## Distinctions
- Commandeur de la Légion d'honneur 12 juillet 2013
- Officier de l'ordre national du Mérite 30 avril 2002
- Chevalier de l'ordre des Palmes académiques
- Chevalier de l'ordre du Mérite agricole